# Horst Krüger (General)
Horst Max Willi Krüger (* 23. Mai 1916 in Altona; † 7. April 1989 in Freiburg im Breisgau) war ein Offizier in der Luftwaffe der Wehrmacht und später der Luftwaffe der Bundeswehr. Er ging als Generalmajor in den Ruhestand.

## Leben
Krüger, Sohn eines Müllers und Kaufmanns, legte 1935 sein Abitur an der Oberrealschule in Hamburg-Ottensen ab.
Er trat am 1. Oktober 1935 als Kanonier im Artillerieregiment 56 in Hamburg-Wandsbek in das Heer der Wehrmacht ein und diente in der Artillerie. Seit dem 29. Oktober war er Offizier-Anwärter und absolvierte vom 4. Januar bis 30. September 1937 seinen Lehrgang an der Kriegsschule in Potsdam. Sein Lehrgangsleiter war der damalige Oberstleutnant Erwin Rommel. Am 1. Oktober 1937 wechselte er zur Luftwaffe und nahm an einen Beobachterlehrgang an der Aufklärer-Fliegerschule Hildesheim teil. Danach wechselte er zum 1. Juli 1938 als Beobachter und Bild-Offizier zur 3./Aufklärungsgruppe 10 in Neuhausen bei Königsberg/Ostpreußen.
Seit September 1939 war er als Aufklärungsflieger in Polen, den Niederlanden, Belgien, Frankreich und Südengland eingesetzt. Er wurde am 1. Januar 1940 zum Oberleutnant befördert und absolvierte ab 6. Januar 1941 einen Blindfluglehrgang in Brieg/Oberschlesien. Anschließend wechselte er zum 4. April 1941 zur Nachtaufklärungsstaffel 3, wo er am 4. November 1941 mit dem Ritterkreuz des Eisernen Kreuzes ausgezeichnet wurde. Ab 1. Dezember 1941 nahm er ein Generalstabsstudium an der Luftkriegsschule 2 in Berlin-Gatow auf. Dort entwickelte er nach eigenen Aussagen ein besonderes Vertrauensverhältnis zum Kommandeur, Generalleutnant Robert Knauss, der im Kontakt zum militärischen Widerstand um Claus Schenk Graf von Stauffenberg stand und auch Krüger über den Widerstand in Kenntnis setzte. Laut Friedrich Georgi, dem Schwiegersohn von General Friedrich Olbricht und Lehrgangskamerad von Krüger, hatte Krüger seine Bereitschaft erklärt, aktiv im Widerstand mitzuwirken. Am 1. Juni 1942 wurde Krüger zum Hauptmann befördert. Nachdem er sein Studium am 31. August 1942 abgeschlossen hatte, wechselte er in den Stab des X. Fliegerkorps und nahm dort die Aufgabe eines Ersten Generalstabsoffiziers (Ia) wahr. Von dort ging er am 1. Juli 1943 zum Generalstab der Luftwaffe, wo ihn am 1. Januar 1944 die Beförderung zum Major erreichte. Zum 26. Januar 1945 erfolgte dann der Wechsel als Ia in den Stab der 1. Jagddivision. Dort erlebte er das Kriegsende und wurde in Flensburg in britisches Gewahrsam genommen.
Seit 26. Januar 1946 wurde Krüger als Mitarbeiter im deutschen Verbindungsstab der 84th Group der Royal Air Force mit der Bearbeitung von Fragen der Betreuung und Fürsorge der Dienstgruppen beauftragt. Ab 1. Oktober 1947 studierte Krüger mit 18-monatiger Unterbrechung Rechtswissenschaften und Volkswirtschaftslehre an den Universitäten Freiburg i. B. und Göttingen und schloss 1952 mit dem Abschluss als Diplom-Volkswirt ab.
Vom 6. bis 9. Oktober 1950 nahm er an der Himmeroder Tagung teil, an der sich 15 ehemalige Offiziere auf Einladung der Bundesregierung trafen, um eine Denkschrift für einen möglichen deutschen Verteidigungsbeitrag zu erarbeiten. Krüger war einer der jüngsten und als ehemaliger Major einer der niedrigsten ehemaligen Dienstgrade. Im April 1952 nahm er zusammen mit Major a. D. Wolf von Baudissin an einer Gutachtertagung der Dienststelle Blank, der Vorgängerorganisation des Verteidigungsministeriums, in Siegburg teil und verfasste im Nachgang seine Thesen zum „Inneren Gefüge“ als konzeptionellen Beitrag zur späteren „Inneren Führung“ der Bundeswehr. Am 8. September 1952 nahm er seine Tätigkeit im Amt Blank auf, wo er für „Heimatverteidigung im nationalen Verteidigungsministerium“ zuständig war. Die militärische Hauptaufgabe der Heimatverteidigung war zu dieser Zeit die Luftabwehr.
Im Jahre 1953 studiert er Politikwissenschaften an der Harvard-Universität in Cambridge/USA, wo er die Bekanntschaft von Henry Kissinger macht.
Vom 20. Januar 1954 bis 15. November 1957 wurde Krüger in verschiedenen Funktionen in Paris eingesetzt, u. a. noch vor der offiziellen Gründung der Bundeswehr ab 28. Juli 1955 als Stabs- und Verbindungsoffizier zur AIRCENT (Allied Air Forces Central Europe) bzw. später dann AFCENT (Allied Forces Central Europe). Dort war er zuständig für die Planung und die Organisation der Luftstreitkräfte sowie u. a. für Fragen der Integration des deutschen Luftkontingents in die NATO.
Krüger trat mit Gründung der Bundeswehr am 1. November 1955 als Oberstleutnant in die Luftwaffe der Bundeswehr ein. Von November bis Dezember 1958 wurde er in Landsberg und Fürstenfeldbruck zum Strahlflugzeugführer ausgebildet. Kurz zuvor hatte er auf Zypern seine Frau, eine britische Staatsbürgerin, geheiratet. Am 11. August 1960 wurde Krüger zum Oberst befördert. Nach vorbereitender Ausbildung wurde er ab 1. Mai 1963 als Referent beim Deutschen Militärischen Vertreter im NATO-Militärausschuss, damals Generalmajor Johannes Steinhoff, und anschließend bis September 1965 als Luftwaffen-Attachè in Washington D.C. eingesetzt. Von September 1965 bis September 1966 studierte er dienstlich veranlasst „Economy of Defence, Defence Planning“ am Massachusetts Institute of Technology (MIT) in Cambridge/USA. Nach Deutschland zurückgekehrt war er für neun Monate Mitarbeiter am Institut für Wissenschaft und Politik, ehe er ab Oktober 1967 mit der Entwicklung des MRCA Tornado beschäftigt war. Zunächst als Planer im Verteidigungsministerium und dann bereits als Brigadegeneral in der Rolle als General Manager der NATO Multi-Role Combat Aircraft Development and Production Management Agency (NAMMA). Am 12. Januar 1970 wurde Krüger zum Generalmajor befördert und ging am 30. September 1973 als Generalmajor in den Ruhestand. 1973 wurde er mit dem Großen Verdienstkreuz des Verdienstordens der Bundesrepublik Deutschland ausgezeichnet.
Die Luftwaffe benannte am 5. Mai 2022 eine Straße in ihrer Liegenschaft im bayrischen Manching nach Generalmajor Horst Krüger.